# WISE 1541−2250
WISEPA J154151.66−225025.2 (designação abreviada para WISE 1541−2250) é uma (sub-)anã marrom da classe espectral  Y0.5, que está localizada na constelação de Libra, a cerca de 18,6 anos-luz da Terra. Este objeto recebeu atenção popular quando a sua descoberta foi anunciada em 2011 a uma distância estimada em apenas cerca de 9 anos-luz, o que teria tornado a anã marrom mais próxima conhecida.